# جان آدنبروک (بازیکن فوتبال)
جان آدنبروک (انگلیسی: John Addenbrooke; ۴ ژانویهٔ ۱۹۰۰ – ۲ اکتبر ۱۹۶۱) بازیکن فوتبال اهل بریتانیا بود.
از باشگاه‌هایی که در آن بازی کرده‌است می‌توان به باشگاه فوتبال چسترفیلد اشاره کرد.